# Avatar: The Last Airbender mùa 3
Quyển 3: Hỏa là phần cuối cùng của loạt phim hoạt hình Avatar: The Last Airbender, do Michael Dante DiMartino và Bryan Konietzko sáng tạo. Dàn diễn viên lồng tiếng bao gồm: Zach Tyler Eisen, Mae Whitman, Jack DeSena, Jessie Flower, Dante Basco, Dee Bradley Baker, Greg Baldwin (thay thế Mako Iwamatsu trong vai Iroh), Grey DeLisle và Mark Hamill trong vai Hỏa vương Ozai.

## Nội dung
Aang và bạn bè bắt đầu học ngự hỏa thuật – nguyên tố cuối cùng để hoàn thiện vai trò Avatar. Họ phải đánh bại Hỏa vương Ozai trước khi sao chổi Sozin quay trở lại, làm tăng cường sức mạnh cho các ngự hỏa sư.
Hành trình của Zuko: Chàng hoàng tử từng bị đày ải cuối cùng tìm được chỗ đứng trong Hỏa quốc sau khi phản bội bác Iroh và trợ giúp Azula chiếm Ba Sing Se ở Quyển 2. Cuối cùng, Zuko chuyển hướng, gia nhập phe Aang và trở thành thầy dạy ngự hỏa thuật cho Aang.

### Cấu trúc và cốt truyện chính
Mùa 3 có thể được chia thành 3 giai đoạn lớn:
1. Giai đoạn 1 – Chuẩn bị tấn công Hỏa quốc: Aang và đồng đội âm thầm thâm nhập Hỏa quốc, thiết lập kế hoạch tấn công.
2. Giai đoạn 2 – Sự chuộc tội của Zuko: Zuko chuyển sang phe chính nghĩa, giúp Aang học ngự hỏa thuật.
3. Giai đoạn 3 – "Sozin's Comet" và trận chiến cuối cùng: Aang đối đầu Ozai trong trạng thái Avatar cao trào, sử dụng ngự năng thuật, kết thúc hàng trăm năm chiến tranh.

## Phát hành và tiếp nhận
- Mùa phim gồm 16 tập, trong đó phần kết “Sozin's Comet” được chia thành 4 phần và phát sóng liên tục vào ngày 19 tháng 7 năm 2008 như một bộ phim dài 2 giờ.
- Từ 30 tháng 10 năm 2007 đến 16 tháng 9 năm 2008, Paramount Home Entertainment đã phát hành dưới dạng 4 volume DVD riêng lẻ cùng complete boxset gồm toàn bộ Quyển 3.
- Mùa phim tiếp tục nhận được đánh giá tích cực, với nhiều lời khen ngợi về kịch bản, cách khép lại câu chuyện và sự phát triển nhân vật, đặc biệt là phần kết thúc thỏa mãn .

## Đánh giá
- Quyển 3 đóng vai trò điểm cao trào của toàn bộ loạt phim, đưa hành trình của các nhân vật đến đỉnh điểm.
- "Sozin's Comet" được đánh giá là một trong những phần kết xuất sắc nhất lịch sử hoạt hình.[3]
- Sau loạt phim, bộ chuyện tranh và loạt tiếp theo The Legend of Korra đã tiếp tục khám phá thế giới và ảnh hưởng từ Quyển 3 đối với thế hệ Avatar kế tiếp.